# Insula Marele Diomede
Insula Marele Diomede (în rusă о́стров Ратма́нова, transliterat: ostrov Ratmanova, în traducere Insula Ratmanov, după Makar Ratmanov⁠(d); în Inupiat: Imaqłiq) sau „Insula Zilei de Mâine” (din cauza liniei de schimbare a datei⁠(d)) este insula vestică din arhipelagul Insulelor Diomede din mijlocul strâmtorii Bering. Insula face parte din raionul Ciokotsk⁠(d) al districtului autonom Ciukotka al Rusiei. Frontiera maritimă între Rusia și Statele Unite ale Americii trece pe direcția nord-sud între Insulele Diomede.

## Geografie
Insula Marele Diomede este situată la aproximativ 45 km sud-est de Capul Dejnev de pe Peninsula Ciukci și este punctul cel mai estic al Rusiei⁠(d) sau, tehnic vorbind, punctul cel mai vestic. Coordonatele sale sunt 65°46′52″N 169°03′25″V / 65.78111°N 169.05694°V. Insula stâncoasă, cu vulcan tuya⁠(d), are o suprafață de aproximativ 29 km² Linia de schimbare a datei⁠(d) trece la aproximativ 1,3 km est de insulă. Cel mai înalt punct al insulei este în punctul 65°46′24.64″N 169°04′06.61″V / 65.7735111°N 169.0685028°V6, la o altitudine de 1.566 m.

## Istoria
Conform First Alaskan Institute⁠(d), insula, ca și Insulele Diomede și King⁠(d), a fost inițial locuită de populația Inupiat⁠(d).
Primul european care a ajuns la insule a fost exploratorul rus Semion Dejniov în 1648. Navigatorul rus de naționalitate daneză Vitus Bering a redescoperit Insulele Diomede pe 16 august 1728, ziua în care Biserica Ortodoxă Rusă îl comemorează pe martirul Sf. Diomede⁠(d).
În 1732, geodezul rus Mihail Gvozdev⁠(d) a întocmit o hartă a insulei.
În 1867, în contextul Achiziției Alaskăi, noua frontieră între cele două țări a fost trasată între Insulele Marele Diomede și Micul Diomede⁠(d).

### Secolul al XX-lea
În timpul celui de al Doilea Război Mondial, Marele Diomede a devenit bază militară, și a rămas așa și pe durata Războiului Rece.
După al Doilea Război Mondial, populația autohtonă a fost strămutată de pe Insula Marele Diomede pe continent, pentru a evita contactele peste graniță. Astăzi, spre deosebire de insula vecină Micul Diomede⁠(d), ea nu are nicio populație autohtonă permanentă, fiind doar locul unei stații meteo rusești și al unei baze de trupe ale Serviciului de Frontieră al Serviciului Federal de Securitate al Federației Ruse⁠(d) (FSB).
În timpul Războiului Rece, secțiunea de frontieră dintre SUA și URSS care despărțea Marele și Micul Diomede a devenit cunoscută sub numele de „Cortina de Gheață”. În 1987, cu toate acestea, Lynne Cox a înotat din Micul Diomede până la Marele Diomede (circa 3,5 km) și a fost felicitată împreună de către Mihail Gorbaciov și Ronald Reagan.

## Fauna
Pe Marele Diomede s-au găsit unsprezece specii de păsări, inclusiv papagali de mare⁠(d) și păsări Murre⁠(d). În 1976 pe insulă a fost identificat un colibri roșu⁠(d). Această constatare, unică până în prezent în Rusia, a fost foarte probabil un exemplar cu prezență accidentală. Dintre mamifere, pinipedele (de exemplu focile inelate⁠(d) și focile bărboase⁠(d), morsele) și cetaceele (de exemplu, balenele cenușii⁠(d) și, mai rar, balenele de Groenlanda) populează apele din jurul insulei.